# Ameles kervillei
Ameles kervillei är en bönsyrseart som beskrevs av Bolivar 1911. Ameles kervillei ingår i släktet Ameles och familjen Mantidae. Inga underarter finns listade i Catalogue of Life.